# Michel Vovelle
Michel Luc Vovelle (* 6. Februar 1933 in Gallardon; † 6. Oktober 2018) war ein französischer Historiker.
Als Sohn eines Lehrers und einer Lehrerin wurde Michel Vovelle in der Stadt Gallardon in der Nähe von Chartres geboren. Er besuchte das Lycée Marceau in Chartres. 1956 wurde er Assistent an der École normale supérieure de Saint-Cloud. Von 1976 bis 1984 lehrte er als Professor für Geschichte an der Universität der Provence Aix-Marseille I. Anschließend war er Professor für Geschichte an der Universität Paris I. Als Nachfolger von Albert Soboul leitete er von 1983 bis 1993 das Institut d’Histoire de la Revolution française. Einer seiner Forschungsschwerpunkte war die Geschichte der Französischen Revolution. Vovelle war auch ein bedeutender Mentalitätshistoriker, vor allem mit Arbeiten zur historischen Soziologie des Todes sowie zur Geschichte von Religion und Frömmigkeit. Er war Gründer und Leiter des „Forschungszentrums zur Sozialgeschichte der Mentalitäten und Kulturen“ in Aix. Peter Schöttler übersetzte Vovelles Standardwerk De la cave au grenier ins Deutsche (Die Französische Revolution, München 1982). Auch Vovelles Aufsatz über die Marseillaise in Pierre Noras „Erinnerungsorte Frankreichs“ wurde ins Deutsche übersetzt. Vovelle dürfe als „der international führende Mentalitätshistoriker gelten“, schrieb Rolf Reichardt 1982. Vovelle verstand sich als unorthodoxer Marxist, der entgegen der in der marxistischen Geschichtsschreibung vorherrschenden Tendenz individuelle Akteure gegenüber Kollektiven wieder stärker hervortreten ließ. Er war Mitglied des Parti communiste français und unterstützte zur Präsidentschaftswahl 2012 den sozialistischen Kandidaten Jean-Luc Mélenchon.

## Veröffentlichungen
- Mourir autrefois. Attitudes collectives devant la mort aux XVIIe et XVIIIe siècles. Paris 1974.
- Ville et campagne au XVIIIe siècle. Chartres et la Beauce, Paris 1980.
- De la cave au grenier. Un itinéraire en Provence au XVIIIe siècle. De l’histoire sociale à l’histoire des mentalités. Québec 1980.
- Die Französische Revolution. Soziale Bewegung und Umbruch der Mentalitäten. Aus dem Französischen von Peter Schöttler. Mit einem Nachwort des Autors zur deutschen Ausgabe und einer Einführung von Rolf Reichardt. Oldenbourg, München 1982, ISBN 3-486-50981-0.
- La mort et l’Occident de 1300 à nos jours. Paris 1983.
- 1793, la révolution contre l’Église : de la raison à l’être suprême. Brüssel 1988.
- La Révolution française 1789–1799. Paris 1992.
- Combats pour la Révolution française. Paris 1993.
- Les âmes du purgatoire ou le travail du deuil. Paris 1996.
- Les jacobins. De Robespierre à Chevènement. Paris 1999.
- 1789. L’héritage et la mémoire. Toulouse 2007.
- Les sans-culottes marseillais. Le mouvement sectionnaire du jacobinisme au fédéralisme (1791–1793). Aix-en-Provence 2009.